# Xsorbaronia arsenii
Xsorbaronia arsenii är en rosväxtart som först beskrevs av Nathaniel Lord Britton och Arsene, och fick sitt nu gällande namn av George Neville Jones. Xsorbaronia arsenii ingår i släktet Xsorbaronia och familjen rosväxter. Inga underarter finns listade i Catalogue of Life.